# Meghan O’Hara (Regisseurin, II)
Meghan O’Hara (* im 20. Jahrhundert) ist eine US-amerikanische Filmproduzentin und Regisseurin im Bereich des Dokumentarfilms und Hochschullehrende.

## Leben
O’Hara machte ihren Bachelor-Abschluss am Hampshire College im Bereich experimental film and video und ihren Master in Documentary Production an der Stanford University. Seit 2007 tritt sie als Produzentin und Regisseurin sowie Filmeditorin und Kamerafrau von Dokumentarfilmen in Erscheinung. Ihre Produktionen werden auf verschiedenen US-amerikanischen und internationalen Filmfestivals aufgeführt. Für ihre Arbeit im Bereich der Kameraarbeit erhielt sie einen Eastman/Kodak Award. Ihre Kurzdokumentation The Field Trip wurde beim Sundance Film Festival 2021 aufgeführt. Finanzielle Unterstützung erfuhr sie u. a. vom National Endowment for the Humanities, vom  Independent Filmmaker Project  und dem Sundance Institute.
O’Hara lehrte am California College of the Arts. Sie war Assistant Professor an der California State University, Monterey Bay im Bereich Documentary Filmmaking, derzeit ist sie ebendort Associate Professor.
Sie lebt in San Francisco.

## Filmografie (Auswahl)
- 2007: Bloodsucker
- 2008: The Backstretch
- 2008: Color Film
- 2009: Aftershock
- 2014: In Country
- 2021: The Field Trip